# Paul Löwinger junior
Paul Löwinger junior (* 28. Juni 1949 in Wien; † 18. April 2009) war ein österreichischer Schriftsteller, Regisseur, Schauspieler und Theaterleiter.

## Ausbildung und Film
Paul Löwinger jr. entstammte einer der ältesten Theaterfamilien Österreichs, der Schauspielerdynastie Löwinger, und war der Sohn der Volksschauspieler Liesl und Paul Löwinger, (er hatte zwei ältere Schwestern Guggi, und Sissy). Bereits 1953 stand er neben Liane Haid und Rudolf Carl in dem Film Die 5 Karnickel vor der Kamera. Von 1955 bis 1968 war er Schüler am französischen Lyzeum in Wien. 1968 schloss er sein Baccalauréat mit Mention ab. Nach einem kurzen Studium der Publizistik an der Universität Wien wechselte er nach München, wo er als Pressebetreuer und Produktionsassistent bei der Lisa Film tätig war.
1969 hatte er eine Filmrolle neben Ernst Waldbrunn.

## Theater
Von 1971 bis 1988 war er Geschäftsführer der Löwinger-Bühne Ges.n.b.R. gemeinsam mit seinem Vater Paul Löwinger (sen.), von 1989 bis 1995 gemeinsam mit seiner Schwester Sissy Löwinger.
Von 1985 bis Ende 2005 war er Geschäftsführer der Löwinger Bühne Ges.m.b.H., ab 1989 gemeinsam mit Sissy Löwinger. Per 31. Dezember 2005 legte Paul Löwinger junior die Geschäftsführung der Löwinger Bühne Ges.m.b.H. zurück.
Im Jahr 1973 inszenierte er Graf Schorschi, eine Gemeinschaftsproduktion des ORF und des ZDF, die eine der beiden meistgesehenen Theatersendungen jenes Jahres war und von der deutschen Presse, insbesondere von der Frankfurter Allgemeinen Zeitung, äußerst lobend beurteilt wurde. Es folgten weitere 34 TV-Inszenierungen.
Paul Löwinger jun. verfasste Bearbeitungen und schuf Neufassungen von 17 Theaterstücken, die als Produktionen des ORF und ZDF gezeigt wurden. Er schrieb unter Pseudonym fünf eigene Theaterstücke, die zur Aufführung und Fernsehsendung kamen.
Von 1977 bis 1978 arbeitete er auch als Übersetzer aus dem Französischen und schuf dabei die Vorlage für die H. C. Artmann-Bearbeitung des „Florentinerhutes“ am Wiener Burgtheater.
1989 heiratete er das bekannte österreichische Model Irma Tillinger, das bereits als junges Mädchen gemeinsam mit Paul Löwinger sen. aufgetreten war. Nach einem Gastspiel im Kabarett Simpl wurde sie bis 1992 zum fixen Ensemblemitglied der Löwinger Bühne.

## Autor
Ab 1996 betätigte sich Paul Löwinger jun. vornehmlich als Autor. Im Jahr 2000 erschien sein erster Roman Das Lied des Troubadours im Krüger Verlag, Frankfurt. Im Herbst 2003 folgte der historische Roman Das Siegel der Liebe und im Frühjahr 2006 der erste Band einer Normannen-Trilogie, Der Schwur des Normannen. Für 2009 war die Publikation des zweiten Bandes der Trilogie, Das Wappen des Kaisers angekündigt. Zuvor verstarb Löwinger jedoch nach Krankheit.

Paul Löwinger jun. wurde auf dem Grinzinger Friedhof (Gruppe 28, Reihe 2, Nummer 4) in Wien beigesetzt. 

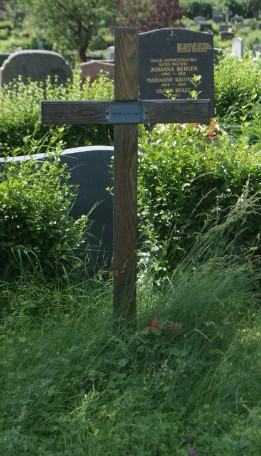
Grabstätte von Paul Löwinger jun.

## Filmografie (Auswahl)
- 1976: Die Zeitungsbraut
- 1977: Der Ehestreik
- 1978: Liebe mal drei
- 1979: Doppelt hält schlechter
- 1981: Der verkaufte Großvater
- 1983: Der Hausfreund
- 1985: Der Schützenkönig
- 1987: Wer heiratet meine Frau
- 1989: Der Bär ist los
- 1991: Zum wilden Hirschen